# Hitchhiker 1
Hitchhiker 1 – amerykański satelita wywiadu elektronicznego (zbieranie informacji o radarach), typu P-11. Satelita serii Subsatellite Ferret (SSF). Drugorzędnym celem misji były badania naukowe promieniowania korpuskularnego oraz pomiary sztucznie wywołanego rozpadu promieniotwórczego. Wyniesiony z satelitą Corona 66. Hitchhiker 1 do tej pory pozostaje na orbicie okołoziemskiej.

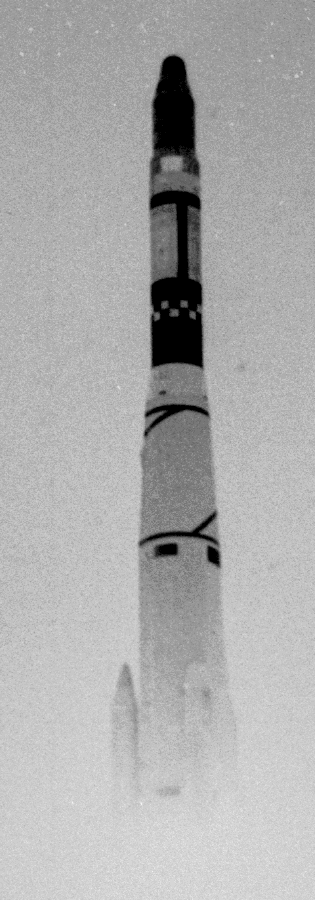
Start rakiety Thor Agena D z satelitami Corona 66 i Hitchhiker 1